# (5987) Liviogratton
(5987) Liviogratton – planetoida z pasa głównego asteroid okrążająca Słońce w ciągu 3 lat i 288 dni w średniej odległości 2,43 j.a. Została odkryta 6 czerwca 1975 roku w Obserwatorium Féliksa Aguilara przez zespół El Leoncito Station. Nazwa planetoidy pochodzi od Livio Grattona (1910-1991) urodzonego we Włoszech a pracującego w Argentynie astrofizyka. Przed nadaniem nazwy planetoida nosiła oznaczenie tymczasowe (5987) 1975 LQ.